# Царь скорпионов
«Царь скорпионов» (англ. The Scorpion King) — американский фильм плаща и шпаги и приключенческий боевик 2002 года, снятый Чаком Расселом с участием Дуэйна Джонсона, Стивена Брэнда, Келли Ху, Гранта Хеслова и Майкла Кларка Дункана в главных ролях. Это одновременно и приквел, и спин-офф франшизы «Мумия», положивший начало серии фильмов «Царь скорпионов». В этом фильме сыграл первую главную в своей кинокарьере роль Дуэйн Джонсон. «Царь скорпионов» получил неоднозначные отзывы и собрал 179 миллионов долларов по всему миру при производственном бюджете в 60 миллионов долларов.
События «Царя скорпионов» происходят за 5000 лет до событий, которые показаны в фильмах «Мумия» и «Мумия возвращается», раскрывая происхождение Метаяса и его приход к власти в качестве легендарного героя, Царя скорпионов. Название является отсылкой к фараону протодинастического периода Египта, Скорпиону I.
Слоган фильма: «Воин, легенда, король».

## Сюжет
Метаяс, наёмник-аккадец, получает задание убить провидца царя Мемнона, который даёт ему тираноподобные силы. Он пробирается в лагерь Мемнона и залезает в шатёр провидца. К его удивлению, провидцем оказывается прекрасная колдунья Кассандра. Его окружают солдаты Мемнона и привязывают к столбу. Затем Мемнон убивает брата Метаеса прямо перед ним. Но когда Мемнон собирается убить Метаеса, Кассандра утверждает, что убийство Метаеса от любой руки под его началом вызовет ненависть богов. Мемнон придумывает, как убить Метаеса в обход предсказания — закопать его на палящем солнце в песок и выпустить на него огромных муравьёв. Метаес спасается с помощью конокрада, который затем ему помогает попасть обратно в Гоморру, столицу Мемнона.
Ему не удаётся убить Мемнона, и он взамен берёт в плен Кассандру, сбегая из города. Мемнон посылает одного из своих самых доверенных военачальников убить аккадца и вернуть колдунью, так как без неё его кампания захвата мира обернётся неудачей. Используя песчаную бурю, Метаес по одному перебивает весь отряд Мемнона, но военачальник перед смертью пронзает его ногу стрелой, отравленной ядом скорпиона (отсюда и титул будущего царя). Метаес теряет сознание от яда, но его спасает колдовство Кассандры, которая считает, что Метаес может освободить народ от тирании Мемнона. В ближайшем оазисе их берут в плен повстанцы, которыми командует Балтазар, лидер нубийцев.
После короткого поединка оба воина наконец мирятся и соглашаются вместе пойти против Мемнона. Во время празднования в лагере Кассандра получает видение о том, что Мемнон уничтожает лагерь и убивает Метаеса. После бурной ночи с Метаесом Кассандра возвращается к Мемнону, хотя тот начинает подозревать, что она потеряла свой дар (по преданию, колдуньи из семьи Кассандры имеют дар предсказания лишь до того момента, пока не лишатся невинности, но впоследствии оказывается, что легенда — это выдумка колдуний, чтобы оградить себя от посягательств царя). Но Кассандра доказывает, что её магия сильнее, чем думал Мемнон. В это время Метаес, Балтазар и повстанцы прокрадываются в Гоморру и начинают драться с армией Мемнона. Сам Метаес бежит в тронный зал Мемнона и спасает Кассандру от меча царя.
Кассандра замечает, что один из слуг Мемнона собирается выстрелить в Метаеса, как она и предсказала. Она пытается стать на пути стрелы, но Метаес сам её блокирует спиной, то есть Метаес получил выстрел в спину именно благодаря вмешательству Кассандры. Выстрел оказывается несмертельным, и он использует ту же стрелу, чтобы убить Мемнона, который, хотя и был мастером по отбиванию стрел мечом, оказывается неспособен остановить стрелу Метаеса. Войско Мемнона преклоняется перед Метаесом, новым царём. Кассандра становится его царицей и предсказывает долгий срок мира в его царстве.

## В ролях
| Актёр              | Роль                    |
| ------------------ | ----------------------- |
| Дуэйн Джонсон      | Метаес, Царь скорпионов |
| Роджер Рис         | царь Ферон              |
| Стивен Брэнд       | Мемнон                  |
| Майкл Кларк Дункан | Балтазар                |
| Келли Ху           | Кассандра               |
| Бернард Хилл       | Филос                   |
| Грант Хеслов       | Арпид-конокрад          |
| Ральф Мёллер       | Торак                   |
| Бранскомб Ричмонд  | Джесап                  |
| Шерри Ховард       | принцесса Исида         |
| Питер Фачинелли    | Такмет                  |

## Саундтрек
| Оценки критиков | Оценки критиков |
| Источник        | Оценка          |
| --------------- | --------------- |
| AllMusic        | [ 2 ]           |

Альбом-саундтрек к фильму The Scorpion King был выпущен 26 марта 2002 года, незадолго до выхода фильма, который состоялся 19 апреля. Он состоит из песен различных групп, исполняющих ранее выпущенные треки или их би-сайды. Альбом был сертифицирован как «золотой» от RIAA.
Список композиций
1. «I Stand Alone» — Godsmack
2. «Set It Off (Tweaker Remix)» — P.O.D.
3. «Break You» — Drowning Pool
4. «Streamline» — System of a Down
5. «To Whom It May Concern» — Creed
6. «Yanking Out My Heart» — Nickelback
7. «Losing My Grip» — Hoobastank
8. «Only the Strong» — Flaw
9. «Iron Head» — Rob Zombie feat. Ozzy Osbourne
10. «My Life» — 12 Stones
11. «Along the Way» — Mushroomhead
12. «Breathless» — Lifer
13. «Corrected» — Sevendust
14. «Burn It Black» — Injected
15. «27» — Breaking Point
16. «Glow» — Coal Chamber

## Выпуск

### Домашние СМИ
«Царь скорпионов» был выпущен на DVD 1 октября 2002 года. Позже 22 июля 2008 года «Царь скорпионов» был выпущен на Blu-ray, что стало одним из первых фильмов Universal, выпущенных в этом формате. «Царь скорпионов» был выпущен в формате 4K 18 июня 2019 года.

### Видеоигры
Фильм породил две видеоигры: The Scorpion King: Rise of the Akkadian для Nintendo GameCube и PlayStation 2, которые послужили приквелом к событиям фильма; и продолжение The Scorpion King: Sword of Osiris для Game Boy Advance, в котором Кассандра похищена безжалостным колдуном Ментху и его лакеем, ведьмой Исидой (не путать с королевой Исидой из фильма), что побуждает Метаяса пройти квест, чтобы найти легендарный Меч Осириса и использовать его, чтобы раз и навсегда победить Менту и Исиду и спасти Кассандру.

## Прием

### Театральная касса
«Царь скорпионов» собрал 12 553 380 долларов в день выхода и 36 075 875 долларов в общей сложности за выходные в 3444 кинотеатрах в среднем по 10 475 долларов на место и занял первое место по кассовым сборам. Фильм перестал транслироваться 27 июня 2002 года с общим внутренним валовым доходом в размере 91 047 077 долларов и дополнительными 87 752 231 долларами на международном рынке, что составляет 178 799 308 долларов по всему миру при бюджете в 60 миллионов долларов, что сделало его умеренным кассовым успехом.

### Критический ответ
Фильм получил неоднозначные отзывы зрителей и критиков. «Царь скорпионов» имеет рейтинг одобрения 41 % на Rotten Tomatoes на основе 138 обзоров. Критический консенсус сайтов гласит: «Приключенческий боевик не может быть более скучным, чем „Царь скорпионов“». Metacritic дал фильму средневзвешенную оценку 45 из 100 на основе 30 обзоров. Зрители, опрошенные CinemaScore, поставили фильму оценку B по шкале от A до F. Роджер Эберт, кинокритик Chicago Sun-Times, дал фильму 3 звезды из 4, написав: "Вот фильм, который сочетает в себе глупость, как карточка «Выйти из тюрьмы бесплатно». Сюжет переработан из предыдущих работ по переработке, спецэффекты настолько плохи, что вы можете ухмыльнуться над ними, а диалоги звучат так, как будто воины пустыни до Пирамиды ведут ситком 20th Centry Fox.

### Премия
Фильм был номинирован на премию «Сатурн» в категории «Лучший фэнтези-фильм», но проиграл «Властелину колец: Две крепости».

## Наследие

### Приквел и сиквелы
После выхода фильма на экраны изначально планировалось продолжение с Джонсоном, чтобы он вернулся в роли Метаяса и выступил против нового злодея, Саргона, но эти планы в конечном итоге провалились, и проект был отложен. В 2008 году был выпущен видео-приквел «Царь скорпионов 2: Восхождение воина» с Майклом Копоном в роли Метаяса и Рэнди Кутюром в роли Саргона.
Продолжение «Царь скорпионов 3: Книга мёртвых» было выпущено в 2012 году с Виктором Вебстером в роли Метаяса и Билли Зейном в роли злодея, короля Талуса. Четвёртый фильм франшизы «Царь скорпионов 4: Утерянный трон» был выпущен в 2015 году. Вебстер повторил свою роль, а к актёрскому составу присоединились Майкл Бин, Рутгер Хауэр, Лу Ферриньо и бывший рестлер WWE Ив Торрес. Уилл Кемп сыграл злодея фильма Дрейзена.
Пятый и последний фильм «Царь скорпионов 5: Книга душ» вышел в 2018 году. Зак Макгоуэн сыграл Метаяса, а Питер Менса сыграл злодея из фильма Небсерека.

### Перезагрузка
В ноябре 2020 года было объявлено, что в разработке находится перезагрузка серии фильмов «Царь скорпионов». Джонатан Херман выступит в качестве сценариста, сюжет которого разворачивается в наши дни и включает современную адаптацию Метаяса из Аккада / Царя Скорпионов. Дуэйн Джонсон будет продюсером вместе с Дэни Гарсия и Хирамом Гарсия. Проект станет совместным воплощением Universal Pictures и Seven Bucks Productions.